# Ilse Heylen
Ilse Heylen, née le 21 mars 1977 à Edegem, est une judokate belge affiliée au Judocentrum Leuven. Lors des Jeux olympiques d'Athènes en 2004, elle est rapidement battue par la championne du monde en titre cubaine Amarilis Savón ; elle doit dès lors passer par les repêchages pour espérer décrocher une médaille de bronze. Elle parvient à passer trois tours pour disputer le combat pour la troisième place où elle bat la Française Annabelle Euranie après prolongations. L'année suivante, elle remporte son premier titre international en décrochant le titre européen à Rotterdam.

## Palmarès
Moins de 52 kg :
- Médaille de bronze au Tournoi Grand Chelem de Paris 1998.
- Médaille d'argent aux Championnats d'Europe 2004.
- Médaille de bronze aux Jeux olympiques de 2004 à Athènes.
- Médaille d'argent au Tournoi Grand Chelem de Moscou 2004.
- Médaille d'or aux Championnats d'Europe 2005.
- Médaille de bronze au Tournoi Grand Chelem de Paris 2005.
- Médaille de bronze aux Championnats d'Europe 2006.
- Médaille de bronze aux Championnats d'Europe 2007.
- Médaille d'argent au Tournoi Grand Chelem de Moscou 2007.
- Médaille de bronze au Tournoi Grand Chelem de Rio de Janeiro 2009.
- Médaille de bronze aux Championnats d'Europe 2009.
- Médaille de bronze aux Championnats d'Europe 2010.
- Médaille de bronze au Tournoi Grand Chelem de Paris 2010.
- Médaille de bronze au Tournoi Grand Chelem de Rio de Janeiro 2012.
- Médaille de bronze au Masters mondial de judo 2012.
- Médaille d'or au Tournoi World Cup de Santiago 2014.
- Médaille de bronze au Tournoi Grand Prix de Miami 2014.
- Médaille de bronze au Tournoi World Cup de Tunis 2015.
- Médaille d'argent au Tournoi Grand Prix de Tbilissi 2015.
- Médaille d'argent au Tournoi Grand Prix de Samsun 2015.
- Médaille d'argent au Tournoi World Cup de Port-Louis 2015.
- Médaille d'argent au Tournoi Grand Prix de La Havane 2016.
- Médaille d'or au Tournoi World Cup de Casablanca 2016.

### Jeux olympiques
| Catégorie                      | 2004 | 2008 | 2012 |
| ------------------------------ | ---- | ---- | ---- |
| Moins de 52 kg Poids mi-légers | 3e   | 7e   | 5e   |

### Championnats du monde
| Catégorie                      | 2005 | 2007 | 2009 | 2011 | 2013 | 2014 | 2015 |
| ------------------------------ | ---- | ---- | ---- | ---- | ---- | ---- | ---- |
| Moins de 52 kg Poids mi-légers | 17e  | 9e   | 17e  | 9e   | 17e  | 17e  | 9e   |

### Championnats d'Europe
| Catégorie                         | 1998 | 2002 | 2004 | 2005 | 2006 | 2007 | 2008 | 2009 | 2010 | 2011 | 2012 | 2013 | 2014 | 2015 | 2016 |
| --------------------------------- | ---- | ---- | ---- | ---- | ---- | ---- | ---- | ---- | ---- | ---- | ---- | ---- | ---- | ---- | ---- |
| Moins de 48 kg Poids super-légers | 7e   | -    | -    | -    | -    | -    | -    | -    | -    | -    | -    | -    | -    | -    | -    |
| Moins de 52 kg Poids mi-légers    | -    | 5e   | 2e   | 1re  | 3e   | 3e   | 7e   | 3e   | 3e   | 7e   | 9e   | -    | -    | 17e  | 17e  |

### Championnat de Belgique
| Catégorie                         | 1994 | 1995 | 1996 | 1997 | 1998 | 1999 | 2000 | 2001 | 2002 | 2003 | 2004 | 2005 | 2006 | 2007 | 2008 | 2009 | 2010 | 2011 | 2012 |
| --------------------------------- | ---- | ---- | ---- | ---- | ---- | ---- | ---- | ---- | ---- | ---- | ---- | ---- | ---- | ---- | ---- | ---- | ---- | ---- | ---- |
| Moins de 48 kg Poids super-légers |      |      |      | 1re  | 2e   | 2e   | 2e   | 1re  |      |      |      |      |      |      |      |      |      |      |      |
| Moins de 52 kg Poids mi-légers    | 2e   | 3e   | 3e   |      |      |      |      |      | 3e   | 1re  | -    | -    | -    | 1re  | -    | 1re  | -    | 1re  | 1re  |